# 八幡神社 (川越市小堤)
八幡神社（はちまんじんじゃ）は、埼玉県川越市の神社。

## 歴史
1199年（正治元年）に創建された。大和国山辺郡（現・奈良県山辺郡）から分霊を勧請したと伝えられる。当社のそばには泉が湧き出ており、それが当社の創建に深くかかわった可能性がある。隣の能満寺が別当寺であった。
1873年（明治6年）、近代社格制度に基づく「村社」に列せられ、明治末期の神社合祀により周辺の2社が合祀された。

## 交通アクセス
- 霞ヶ関駅より徒歩23分。